# بریتنی اولدفورد
بریتنی اولدفورد (انگلیسی: Britne Oldford؛ زادهٔ ۲۳ ژوئیهٔ ۱۹۹۲) بازیگر اهل کانادا است. وی از سال ۲۰۰۹ میلادی تاکنون مشغول فعالیت بوده است.
از فیلم‌ها یا برنامه‌های تلویزیونی که وی در آن نقش داشته است می‌توان به دد رینگرز، داستان ترسناک آمریکایی: تیمارستان، مسیر، پرسه‌زدن با قصد و فلش اشاره کرد.